# Marco Bautista
Marco Antonio Bautista Fuentes (Tomé, 26 agosto 1978) è un ex calciatore cileno, di ruolo difensore.